# محمد طالیس
محمد طالیس (انگلیسی: Mohamed Talis؛ زادهٔ ۱۹ آوریل ۱۹۶۹) بازیکن فوتبال اهل الجزایر بود.
از باشگاه‌هایی که در آن بازی کرده‌است می‌توان به باشگاه فوتبال شباب بلوزداد و باشگاه فوتبال المپیک شلف اشاره کرد.
وی همچنین در تیم ملی فوتبال الجزایر بازی کرده‌است.